# Günter Dippold
Günter Dippold (* 21. November 1961 in Schney) ist ein deutscher Historiker und Volkskundler. Seit 1994 ist er Bezirksheimatpfleger im bayerischen Bezirk Oberfranken und wurde 2004 zum Honorarprofessor für Volkskunde / Europäische Ethnologie der Universität Bamberg berufen. Er ist Verfasser und Herausgeber von Monografien und Aufsätzen zur fränkischen Landesgeschichte. Dabei hat er meist lokale Mikrostudien erarbeitet.

## Leben
Nach seinem Abitur 1981 am Meranier-Gymnasium in Lichtenfels studierte Dippold zwischen 1982 und 1987 Geschichte und Volkskunde an den Universitäten Bamberg, Regensburg und Erlangen-Nürnberg. In Bamberg wurde er 1993 mit einer Dissertation zum Thema Konfessionalisierung am Obermain promoviert.
Ab 1992 war er als Leiter des Deutschen Korbmuseums in Michelau in Oberfranken tätig. Parallel dazu entstanden erste regional- und lokalgeschichtliche Schriften über das Kloster Banz, die Ortsgeschichte von Mistelfeld und die Baugeschichte des Rathauses der Stadt Lichtenfels.
1994 wurde er zum Bezirksheimatpfleger und Leiter des Sachgebiets Kultur- und Heimatpflege des Bezirks Oberfranken ernannt. Daneben übernahm er von 1995 bis 2002 einen Lehrauftrag für Historische Hilfswissenschaften an der Universität Bayreuth. Von 2000 bis 2004 war Dippold als Lehrbeauftragter am Lehrstuhl für Volkskunde / Europäische Ethnologie der Universität Bamberg tätig und wurde dort im Juli 2004 zum Honorarprofessor ernannt.
Neben der Tätigkeit als Bezirksheimatpfleger engagiert er sich in einer Reihe von oberfränkischen Geschichtsvereinen, so seit 1997 als Vorsitzender des Colloquium Historicum Wirsbergense und seit 1998 als Vorsitzender der Arbeitsgemeinschaft oberfränkischer Museen und Sammlungen. Er ist seit 2004 Mitglied im Vorstand des Bayerischen Landesvereins für Heimatpflege und seit 2020 dessen stellvertretender Vorsitzender. Seit 2017 gehört er dem Präsidium des Bundes Heimat und Umwelt in Deutschland (BHU) an.
2014 trat er als Kandidat der CSU für das Bürgermeisteramt in Lichtenfels an, konnte es aber nicht erringen. Er ist seit 2014 Mitglied im Kreistag des Landkreises Lichtenfels.
Seit 2016 strahlt der regionale Fernsehsender TV Oberfranken die Reihe „Ein Fall für Dippold“ aus. In diesen Sendungen erläutert er jeweils ein ausgewähltes historisches Denkmal in Oberfranken.
Zu seinem 60. Geburtstag widmeten ihm Freunde und Kollegen eine umfangreiche wissenschaftliche Festschrift.

## Auszeichnungen
- Für seine Verdienste um die Geschichtsforschung und die Kulturpflege in Oberfranken und Bayern wurde Dippold 2007 das Bundesverdienstkreuz am Bande verliehen.
- 2010 erhielt er den Frankenwürfel.